# Belleek
Belleek (Iers: Béal Leice) is een plaats in het Noord-Ierse district Fermanagh. Belleek telt 904 (2011) inwoners. Van de bevolking is 11,6% protestant en 87,8% katholiek.